# Dorfbahn Warth
| Dorfbahn Warth                 | Dorfbahn Warth                |
| ------------------------------ | ----------------------------- |
| Eine Kabine der Dorfbahn Warth |                               |
| Standort:                      | Warth (Vorarlberg) Österreich |
| Bauart:                        | 8-MGD                         |
| Baujahr:                       | 2017                          |
| Berg:                          | Huber Alpe                    |
| Talstation:                    | Warth, 1498 m                 |
| Höhendifferenz:                | 76 m                          |
| Bergstation:                   | Huber Alpe, 1575 m (Warth)    |
| Streckenlänge:                 | 422 m                         |
| Fahrdauer:                     | 2,34 min                      |
| Anzahl der Gondeln:            | 12 Stk.                       |
| Anzahl der Stützen:            | 5 Stk.                        |
| Kapazität:                     | 850 Pers./Stunde              |
| Hersteller:                    | Doppelmayr                    |
| Betreiber:                     | Skilift Warth GmbH & Co. KG   |
| Website:                       | www.warth-schroecken.at       |

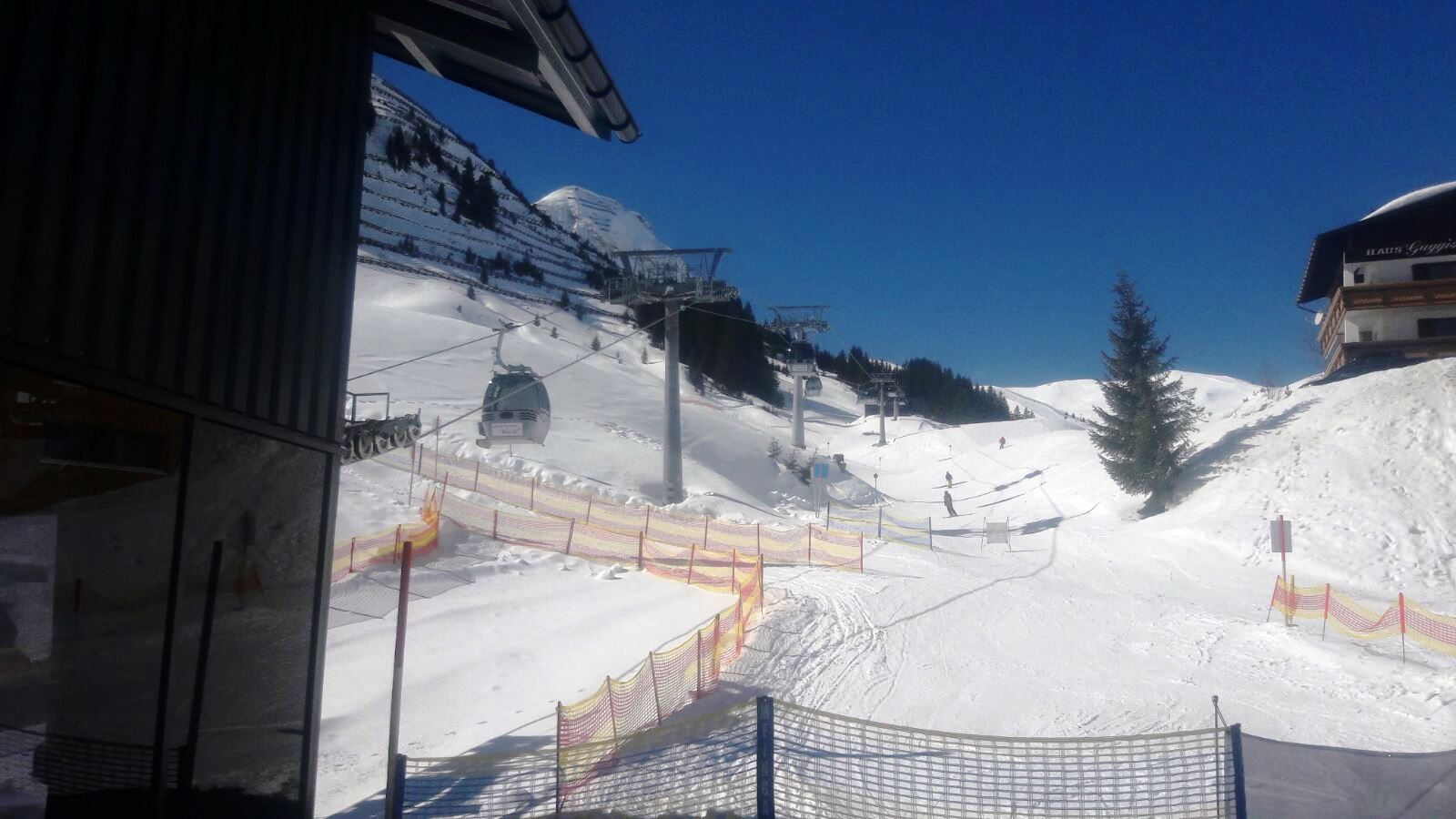
Streckenansicht

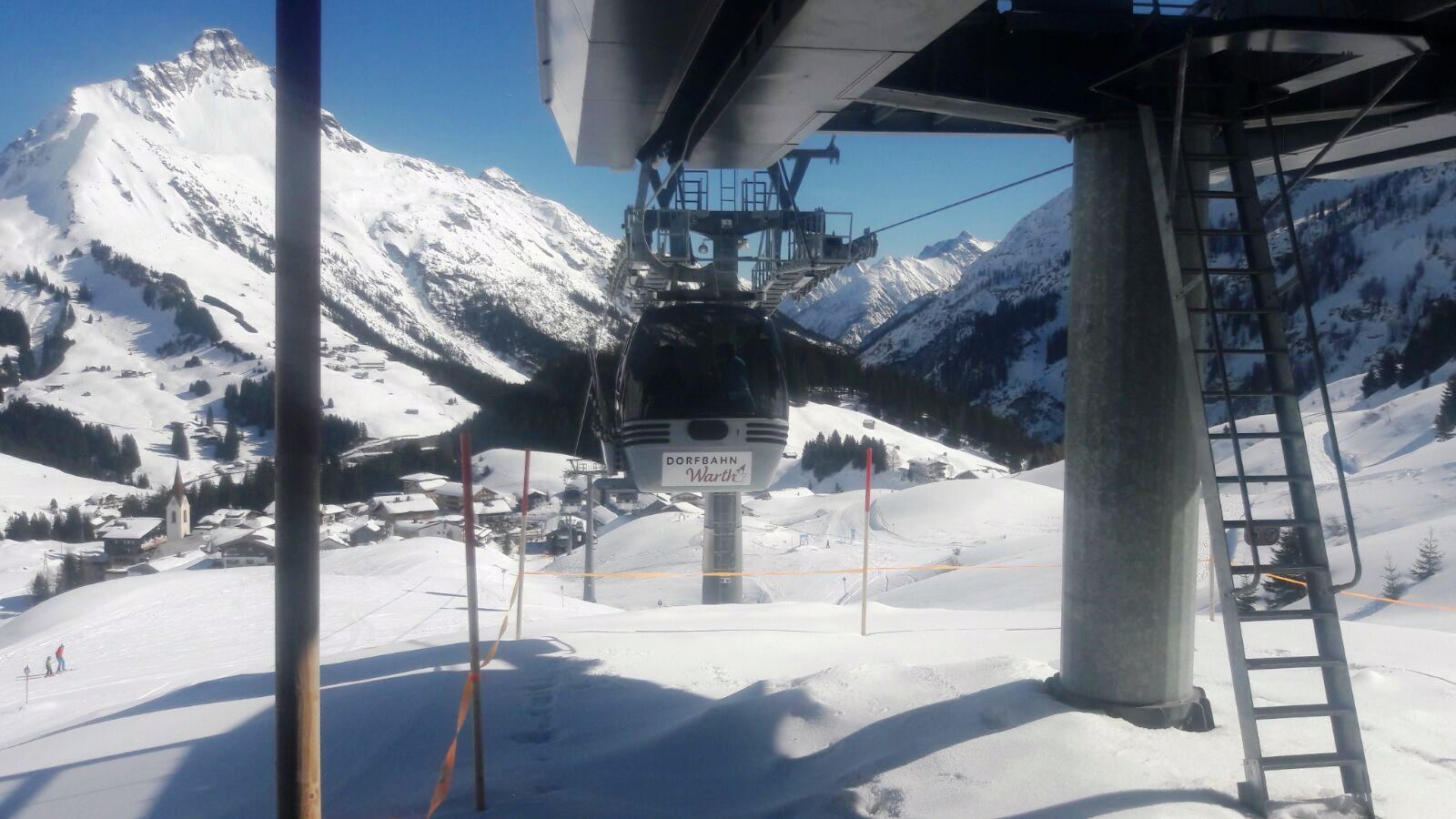
Blick nach Warth und zur Talstation. Im Hintergrund der Biberkopf

Die Dorfbahn Warth ist eine Luftseilbahn (kuppelbare Einseilumlaufbahn, englisch: monocable gondola detachable (MGD)) mit Gondeln für je acht Personen im österreichischen Bundesland Vorarlberg und befindet sich in der Gemeinde Warth. Sie verbindet eine Talstation auf 1499 m ü. A. mit der Bergstation auf 1575 m ü. A. Die Anlage befindet sich im Besitz der Dorfbahn Warth GmbH & Co KG.

## Geschichte
Der Vorschlag einer Dorfbahn in Warth als direkter Zubringer aus dem Dorfkern in das nahe gelegene Skigebiet bestand bereits seit Jahrzehnten. 1996 wurde bereits eine Bewilligung nach dem Gesetz für Naturschutz und Landschaftsentwicklung ausgestellt, in weiterer Folge aber nicht genutzt, weswegen diese erloschen ist. 2015/2016 wurde ein neuer Anlauf unternommen und führte schließlich zu einer erfolgreichen Realisierung dieses Projektes mit einem Bauvolumen von bis vier Millionen Euro. Die Dorfbahn nahm schließlich am 22. Dezember 2017 den Betrieb auf.

## Technische Daten der Anlage
Die kuppelbare 8-er Umlaufbahn wurde 2007 als 8-MGD Pettneu-Lavenar-Bahn im Skigebiet Pettneu-Lavenar von der Firma Doppelmayr in Wolfurt errichtet und in Betrieb genommen. Die 8-MGD Pettneu-Lavenar-Bahn war als Kombibahn konzipiert, wurde aber nur als MGD ausgeführt, das Einhängen von Sesseln war geplant, aber nie verwirklicht. Die Anlage war als die kürzeste 8-MGD in Österreich bekannt und wurde 2010 stillgelegt, als das Skigebiet in Konkurs ging. Im Januar 2013 wurde die Anlage wieder eröffnet, doch die neue Betreibergesellschaft ging nach einer Saison ebenfalls in Konkurs und die Anlage wurde 2014 endgültig stillgelegt und seit dem 2. Mai 2017 abgebaut. Die Anlage wurde sodann in Warth (Dorfbahn Warth) wieder aufgestellt.
- Inbetriebnahme: Dezember 2017
- Seilhöhe in der Talstation: 1499 m
- Seilhöhe in der Bergstation: 1575 m
- Höhenunterschied: 76 m
- Betriebslänge (schräge Länge): 422 m
- Stützen: 5
- Spanneinrichtung: Bergstation (hydraulisch)
- Hauptantrieb: elektrisch
- Antriebsstation: Talstation
- Fahrbetriebsmittel (Kabinen von Carvatech): 12  (ULTRA 8 S)
- Fassungsvermögen Fahrbetriebsmittel: 8 Personen
- Nennfahrgeschwindigkeit 3 m/s
- Fahrtzeit: ca. 2,34 Minuten
- größte Förderleistung je Stunde und Richtung: 850 Personen.

## Sportausübung

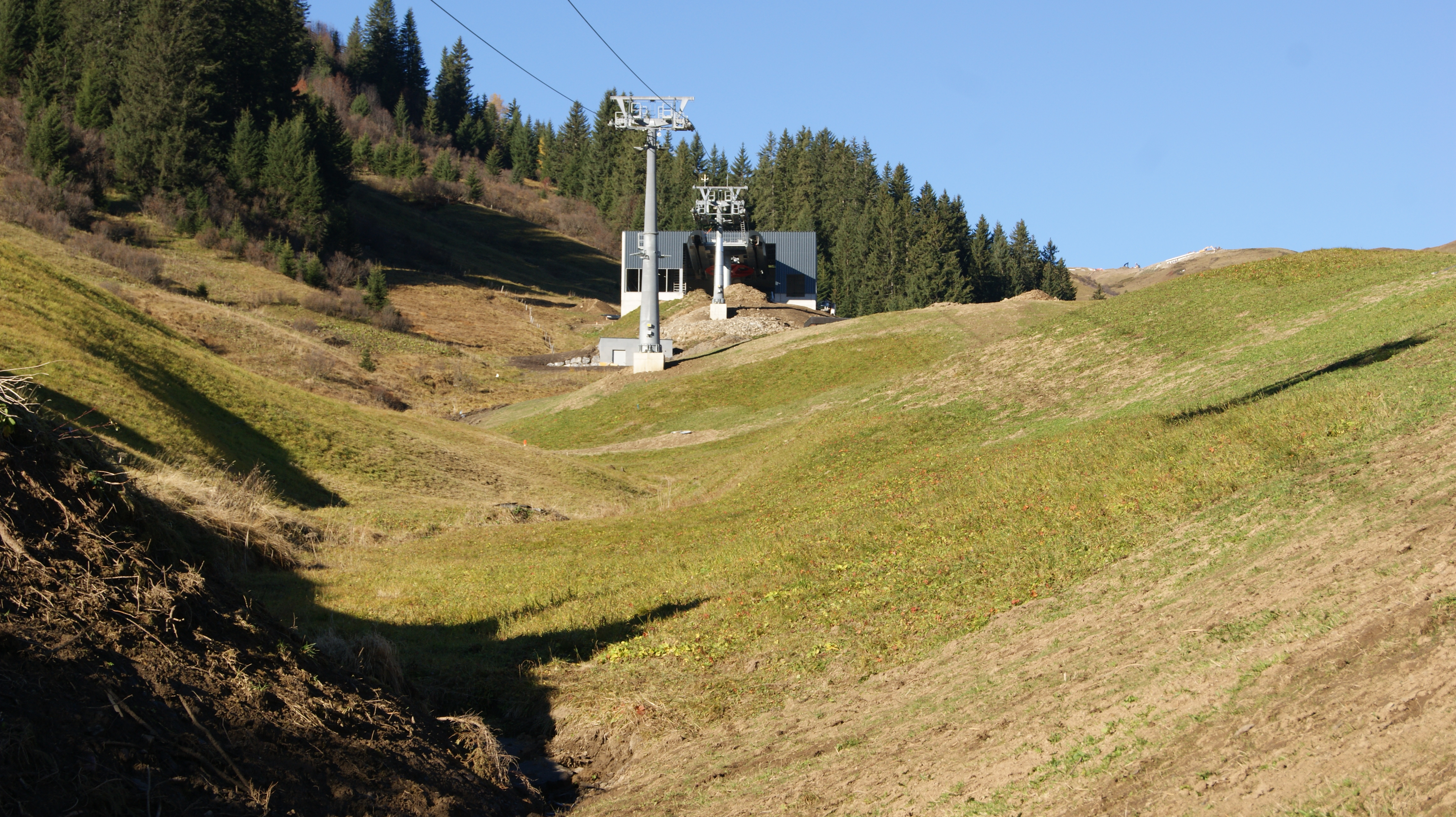
Bergstation

Die Dorfbahn Warth gehört mit den anschließenden Bahnen zum Skigebiet Ski Arlberg. Neben der Möglichkeit zum Skifahren wird auch eine Rodelbahn sowie ein Winterwanderweg angeboten.